# Stade Mustapha-Ben-Jannet
Le stade Mustapha-Ben-Jannet (arabe : ملعب مصطفى بن جنات) est le principal stade de football de Monastir (Tunisie).

## Histoire

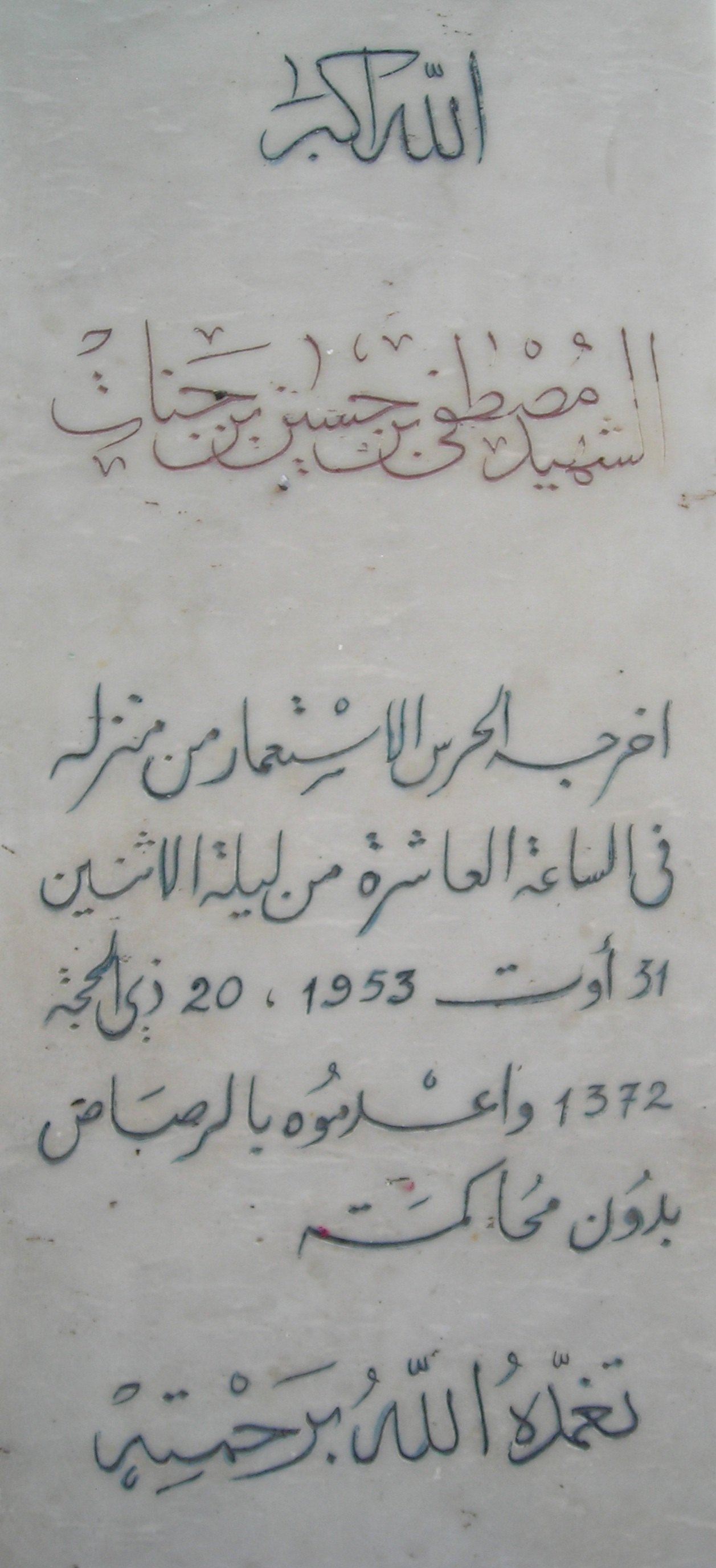
Tombe de Mustapha Ben Jannet, exécuté sans jugement par les gardes français.

Le stade porte le nom de Mustapha Ben Jannet, un militant nationaliste exécuté par les gardes français et ayant rassemblé les footballeurs de Monastir autour d'une équipe de football : l'Union sportive monastirienne.
Le stade est intégré au complexe sportif de la ville de Monastir, situé à quelques centaines de mètres du centre-ville, qui s'étend sur onze hectares et comprend une salle omnisports, une piscine couverte, un complexe de tennis et différents terrains d'entraînement. Il accueille les matchs de l'équipe résidente : l'Union sportive monastirienne.
Inauguré en 1958, ce stade aux gradins suspendus grâce à la technique de « rotule en porte à faux » employée par l'architecte Olivier-Clément Cacoub offre initialement une capacité de 3 000 places. Avec le temps, plusieurs travaux d'agrandissement sont opérés : sa capacité est portée, à la fin des années 1990, à plus de 10 000 places. À l'occasion de l'organisation de la coupe d'Afrique des nations 2004, de nouveaux travaux permettent d'atteindre une capacité de 20 000 places.

## Chiffres

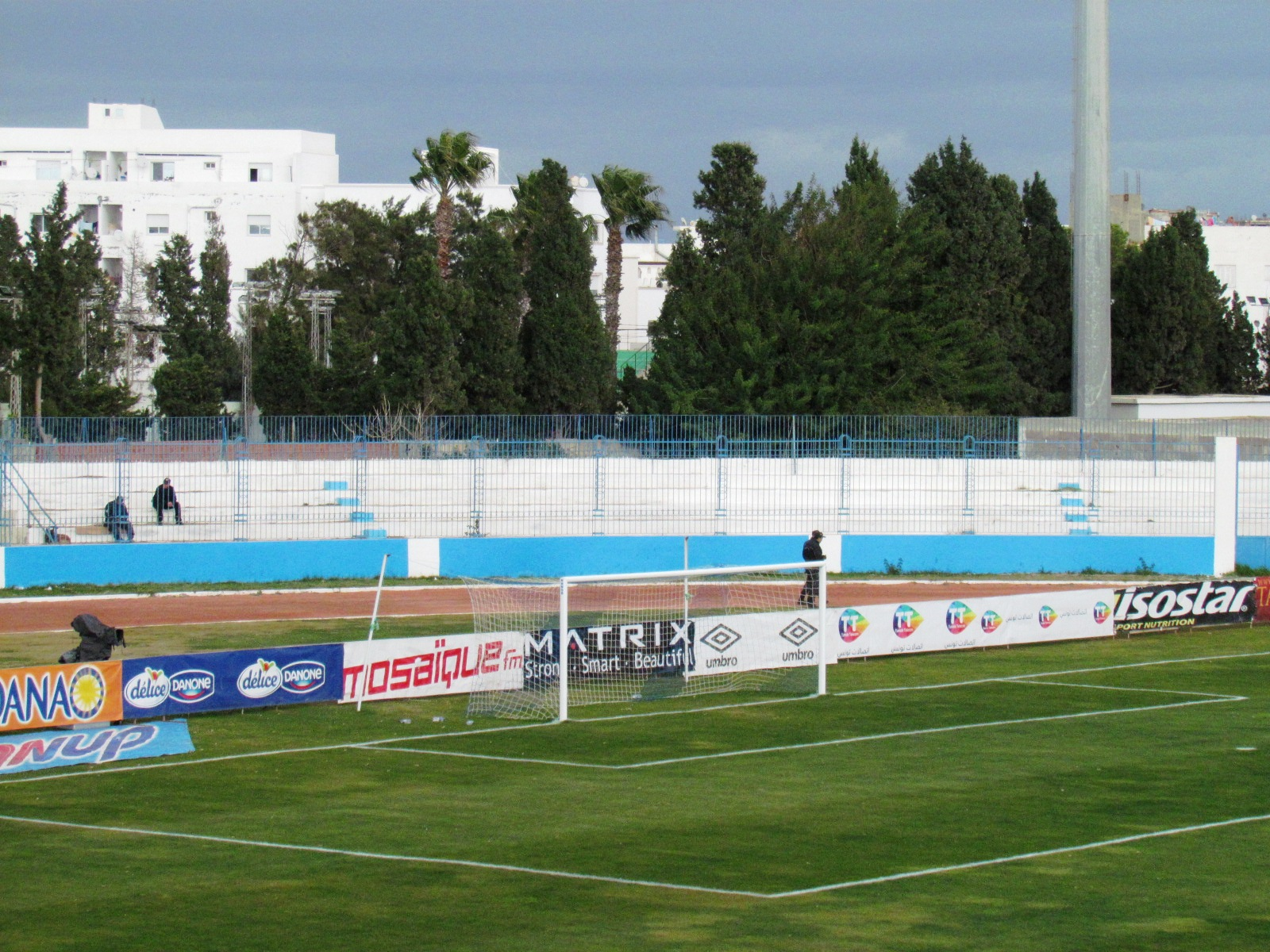
Gradins du stade.

- Nombre total de sièges : 20 000[1]
- Dimensions de l'aire de jeu : 105 m (longueur) sur 68 m (largeur)
- Éclairage : 1 500 lux
- Tribunes officielles : 200 places
- Nombre de places pour la presse : 300
- Nombre de postes de secours : 8
- Places VIP : 1 000
- Loges VIP : 10
- Salon de réception VIP : 100
- Places pour handicapés : 35

## Manifestations
- Coupe d'Afrique des nations 2004 (dont le match de classement pour la troisième place)

## Matchs de l'équipe nationale
L'équipe nationale de Tunisie a disputé douze matchs au stade Mustapha-Ben-Jannet, soit neuf victoires, deux nuls et une défaite. Elle a marqué au total 23 buts contre huit buts encaissés.
| Match | Date             | Adversaire         | Rés.  | Buteur(s)                                         | Compétition                             |
| ----- | ---------------- | ------------------ | ----- | ------------------------------------------------- | --------------------------------------- |
| 1     | 20 août 2008     | Angola             | 1 - 1 | Amine Chermiti 35e                                | Match amical                            |
| 2     | 10 août 2011     | Mali               | 4 - 2 | Allagui 19e 50e, Jemal 27e (pen.), Jemâa 82e      | Match amical                            |
| 3     | 27 mai 2012      | Rwanda             | 5 - 1 | Jemal 17e, Harbaoui 50e 52e, Jemâa 68e, Saihi 78e | Match amical                            |
| 4     | 2 juin 2012      | Guinée équatoriale | 3 - 1 | Jemâa 51e, Harbaoui 57e, Hammemi 88e              | Qualifications à la Coupe du monde 2014 |
| 5     | 13 octobre 2012  | Sierra Leone       | 0 - 0 | -                                                 | Qualification à la CAN 2013             |
| 6     | 6 septembre 2014 | Botswana           | 2 - 1 | Khazri 74e, Chikhaoui 89e (pen.)                  | Qualification à la CAN 2015             |
| 7     | 15 octobre 2014  | Sénégal            | 1 - 0 | Sassi 90+4e                                       | Qualification à la CAN 2015             |
| 8     | 19 novembre 2014 | Égypte             | 2 - 1 | Chikhaoui 52e, Khazri 80e                         | Qualification à la CAN 2015             |
| 9     | 25 mars 2016     | Togo               | 1 - 0 | Msakni 47e                                        | Qualification à la CAN 2017             |
| 10    | 4 septembre 2016 | Liberia            | 4 - 1 | Khazri 5e, Khenissi 35e, Khalifa 72e, Lahmar 76e  | Qualification à la CAN 2017             |
| 11    | 9 octobre 2016   | Guinée             | 2 - 0 | Abdennour 58e, Ben-Hatira 80e                     | Qualifications à la Coupe du monde 2018 |
| 12    | 24 mars 2017     | Cameroun           | 0 - 1 | -                                                 | Match amical                            |